# 802
802 (DCCCII) je bilo navadno leto, ki se je po julijanskem koledarju začelo na soboto.

## Dogodki
- 1. januar

## Smrti
- Kardam, bolgarski kan (* 735, približen datum)